# フレデリクスボー城

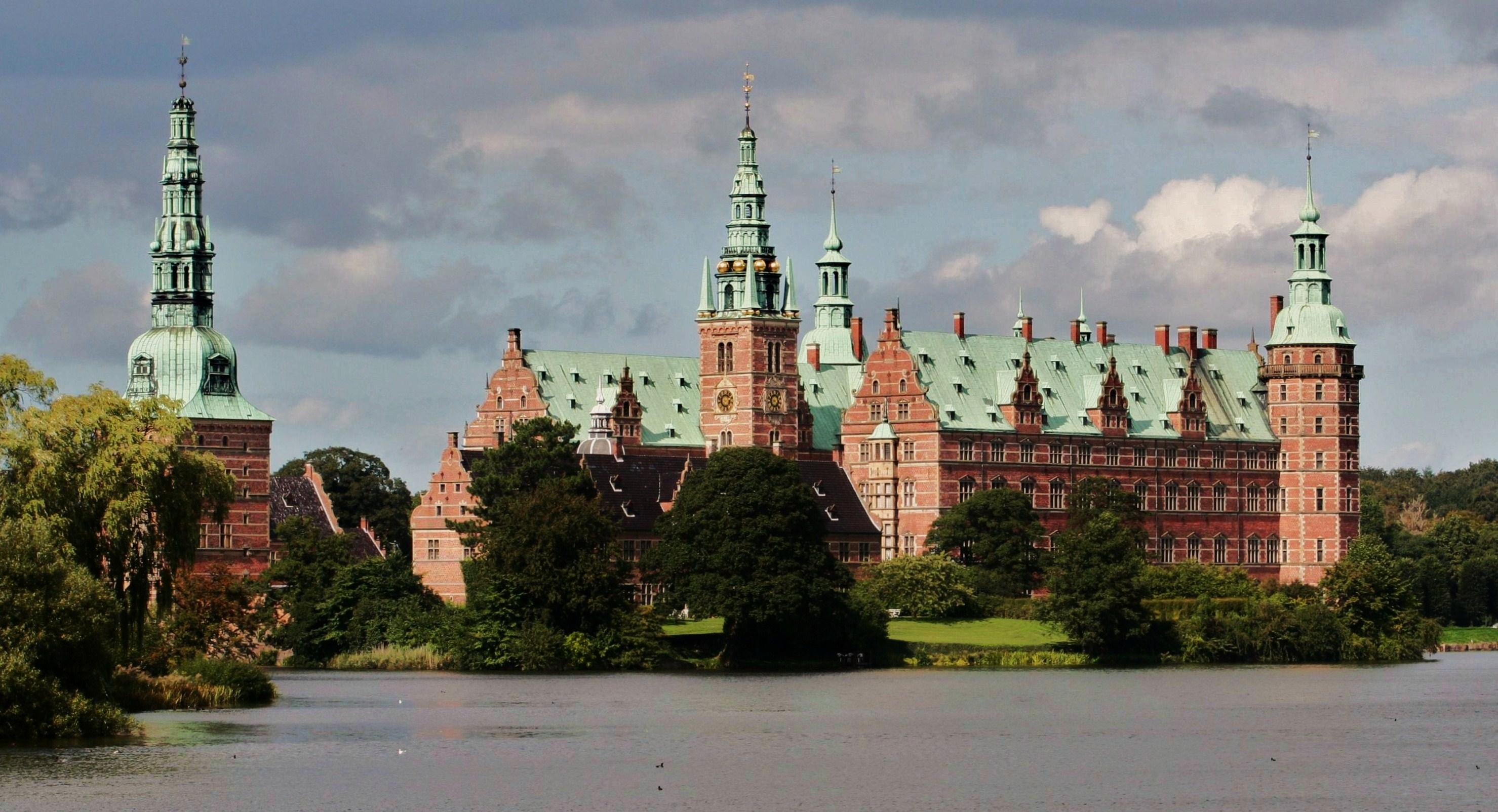
フレデリクスボー城

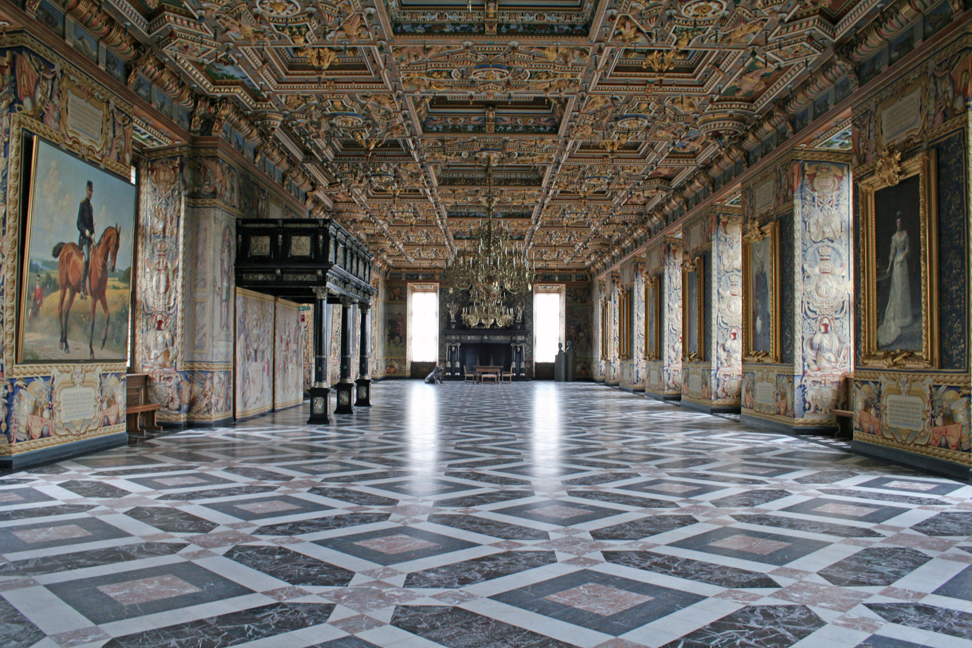
大ホール（Riddersalen）

フレデリクスボー城（デンマーク語: Frederiksborg Slot）は、デンマークのヒレレズにある城。クリスチャン4世の居城として建築され、現在は国立歴史博物館となっている。フレゼリクスボー城とも。元の城はフレゼリク2世により建設されており、現在の城はスカンディナヴィアで最も大きなルネサンス様式の宮殿となっている。宮殿はパラス湖（デンマーク語: Slotsø）に浮かぶ3つの小島の上に位置しており、バロック様式の大きな庭園に隣接している。

## 歴史

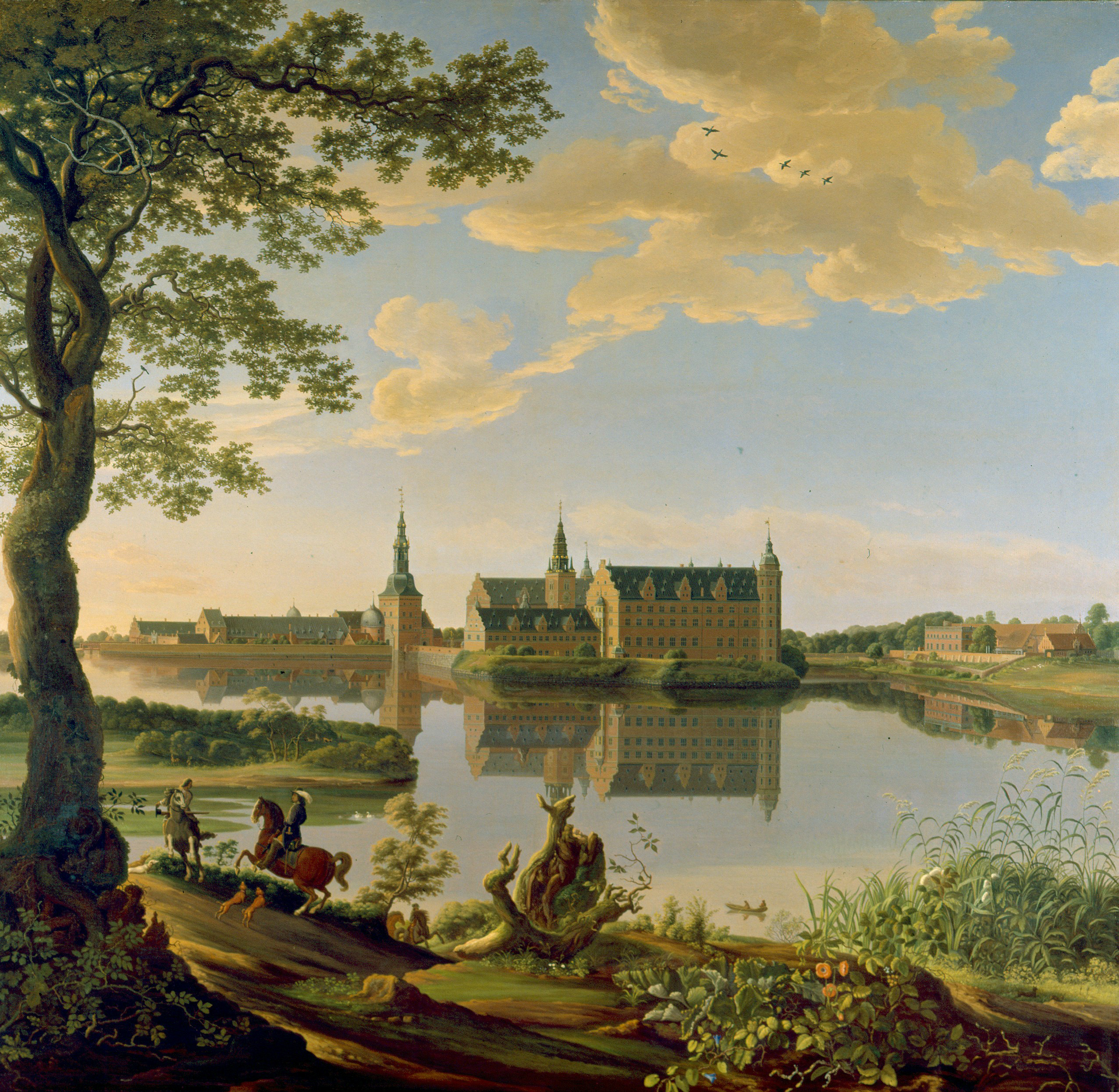
ラザラス・バラッタによるフレデリスクボー城（1652年）

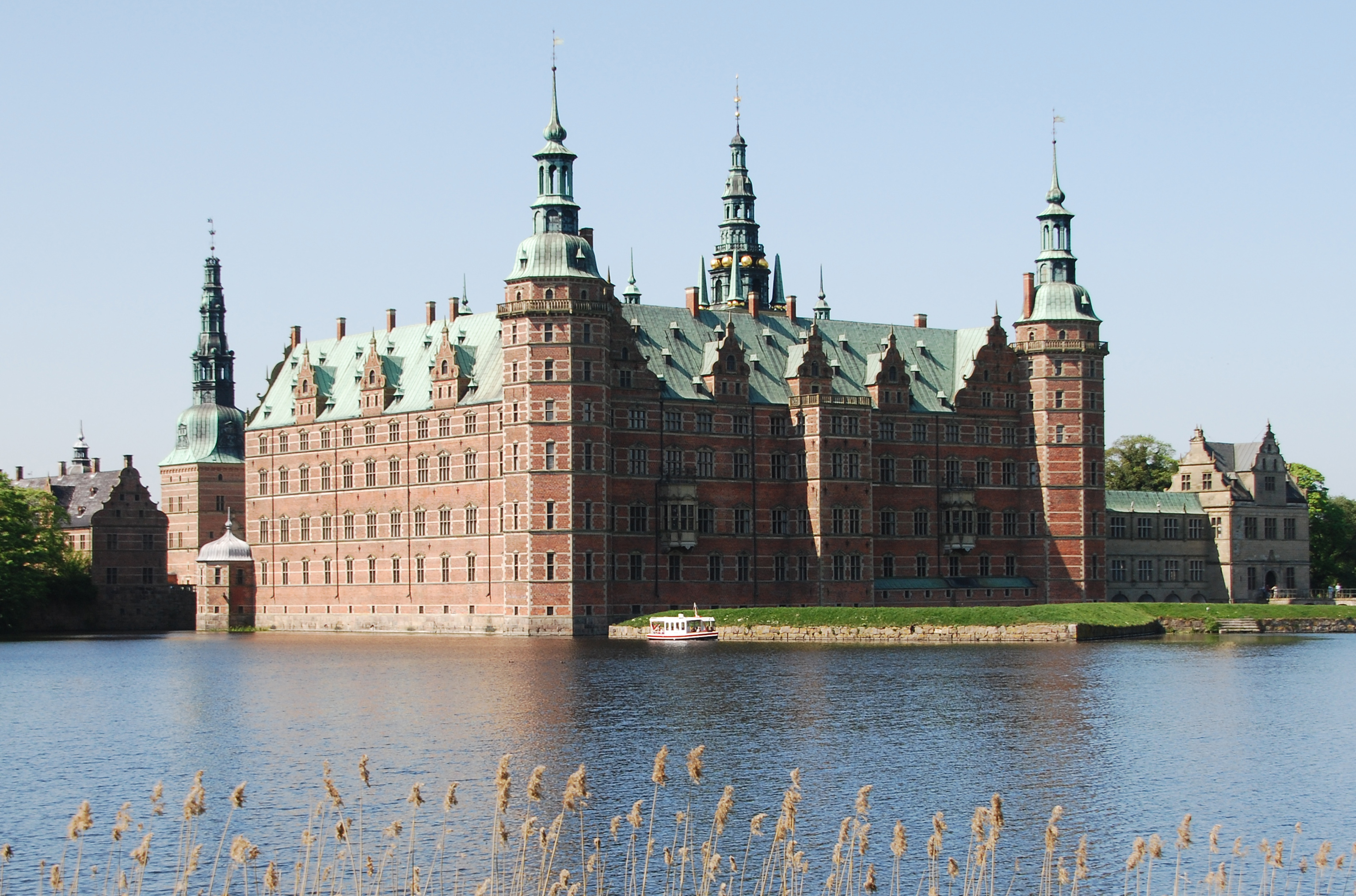

城の最も古い部分は1560年のもので、フレゼリク2世により建築された。フレデリクスボー城の名は、ここに由来する。しかし現在の宮殿の大部分は、1602年から1620年にかけてクリスチャン4世がオランダ人建築家ハンス・ファン・シュテーヴィンケルとロレンツ・ファン・シュテーヴィンケルに命じて作らせたものである。このオランダ様式が気に入ったクリスチャン4世は、コペンハーゲン内に建築した新しい建物にも、この様式を取り入れた。1648年にクリスチャン4世が死去すると、宮殿は主に公式行事に使用されるようになり、特に絶対王政下、宮殿の教会で聖別式や戴冠式が行われていた。
ここで戴冠したデンマークの王と王妃は以下のとおりである。
- 1671年: クリスチャン5世とシャルロッテ・アマーリエ・フォン・ヘッセン＝カッセル
- 1700年: フレデリク4世とルイーゼ・フォン・メクレンブルク
- 1721年: アンナ・ソフィー・レーヴェントロー、フレデリク4世の2度目の妻
- 1731年: クリスチャン6世とゾフィー・マグダレーネ・フォン・ブランデンブルク＝クルムバッハ
- 1747年: フレデリク5世とルイーズ・オブ・グレート・ブリテン
- 1752年: ユリアーネ・マリー・フォン・ブラウンシュヴァイク、フレデリク5世の2度目の妻
- 1815年: フレデリク6世とマリー・フォン・ヘッセン＝カッセル
- 1840年: クリスチャン8世とカロリーネ・アマーリエ・ア・アウグステンボー

1693年より、デンマーク最高勲章とダネブロー騎士称号授与の際、騎士の教会として使用される。
宮殿はまた、国王一家が集めた芸術コレクションの保管庫としても使用され、結果的に、国家的記念館として尊重されるようになった。1720年、フレデリクスボー条約がここで締結されている。1850年代には、宮殿は再びフレデリク7世の居城として使用されるようになった。1859年12月16日から17日にかけての夜、王が宮殿に滞在中に火事が発生、宮殿中心部の内装のほとんどが焼失した。
再建のための募金が行われ、国王や州も多額の献金を行った。
著名な慈善家でカールスバーグ・ブルワリーのJ.C.ヤコブセンもまた資金を提供し、現在フレデリクスボー城内部を占める国立歴史博物館の設立に大きな役割を果たした。
デンマークの画家カール・ハインリッヒ・ブロッホによる膨大な名画コレクションが、宮殿内に保管されている。
宮殿に委任されたこれらの絵の多くは、イエス・キリストの生涯を題材としたものである。
ヨアキム王子とアレクサンドラ・マンリーが結婚式を挙げたのも、この宮殿内の教会だった。

## 宮殿内の教会
教会は別名「勲位のチャペル」として知られ、今日では地元の教会として用いられており、国立歴史博物館の一部ともなっている。
デンマーク王室勲章の紋章、「デンマーク最高勲章（象の紋章）」と「ダネブロー騎士勲章」が、教会の壁に掲げられている。

## 国立歴史博物館
国立歴史博物館には、肖像画と歴史画の重要なコレクションが納められている。

## フレデリクスボー女伯
アレクサンドラ・クリスティーナの爵位「フレゼリクスボー女伯 」（Grevinde af Frederiksborg）は、ヨアキム王子との結婚式が、フレデリクスボー城内の教会で執り行われたことを示している。この爵位はアレクサンドラとヨアキムが正式に離婚した8日後、2005年の4月16日に彼女に授けられた。

## ギャラリー

デンマーク最高勲章
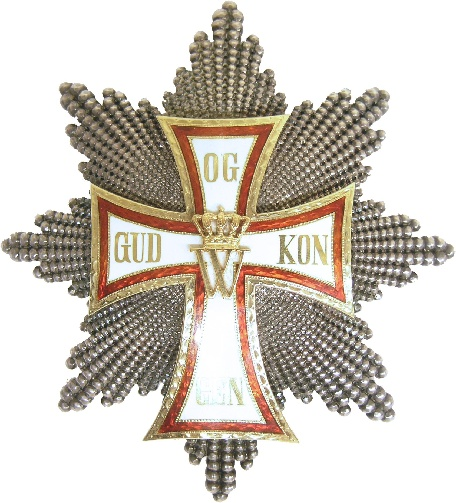
ダネブロー騎士勲章
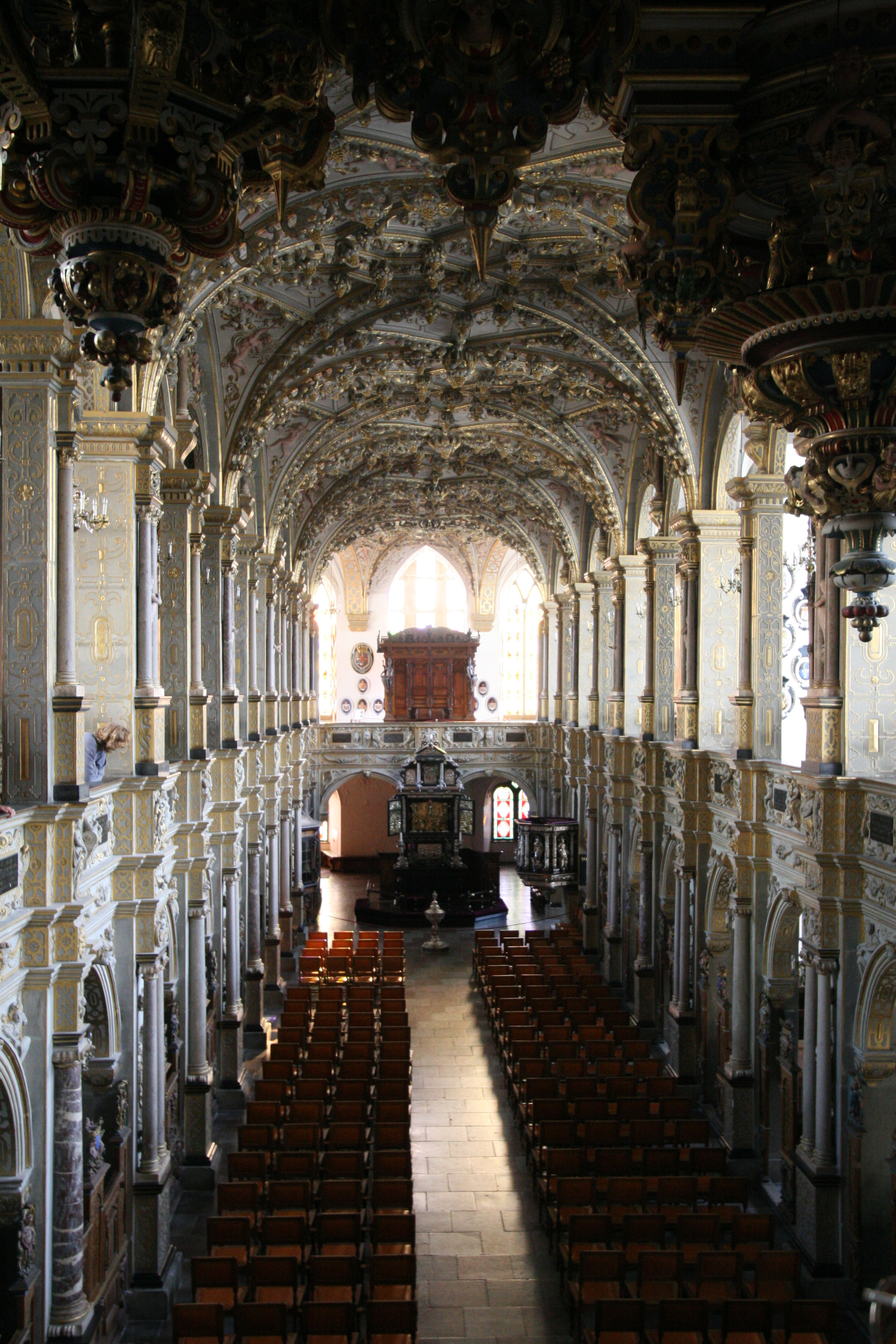
フレデリクスボー城内の教会、南面
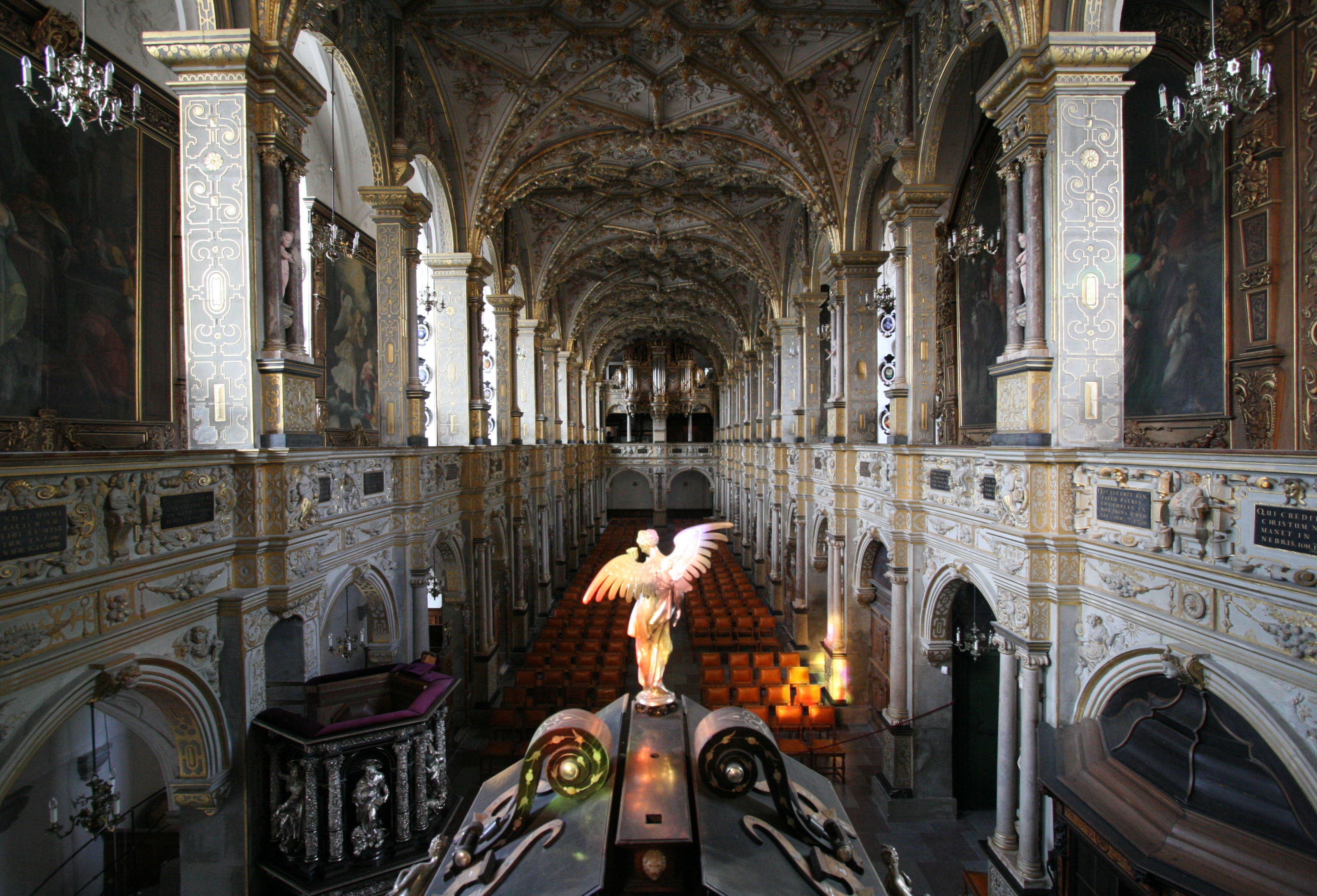
フレデリクスボー城内の教会、北面
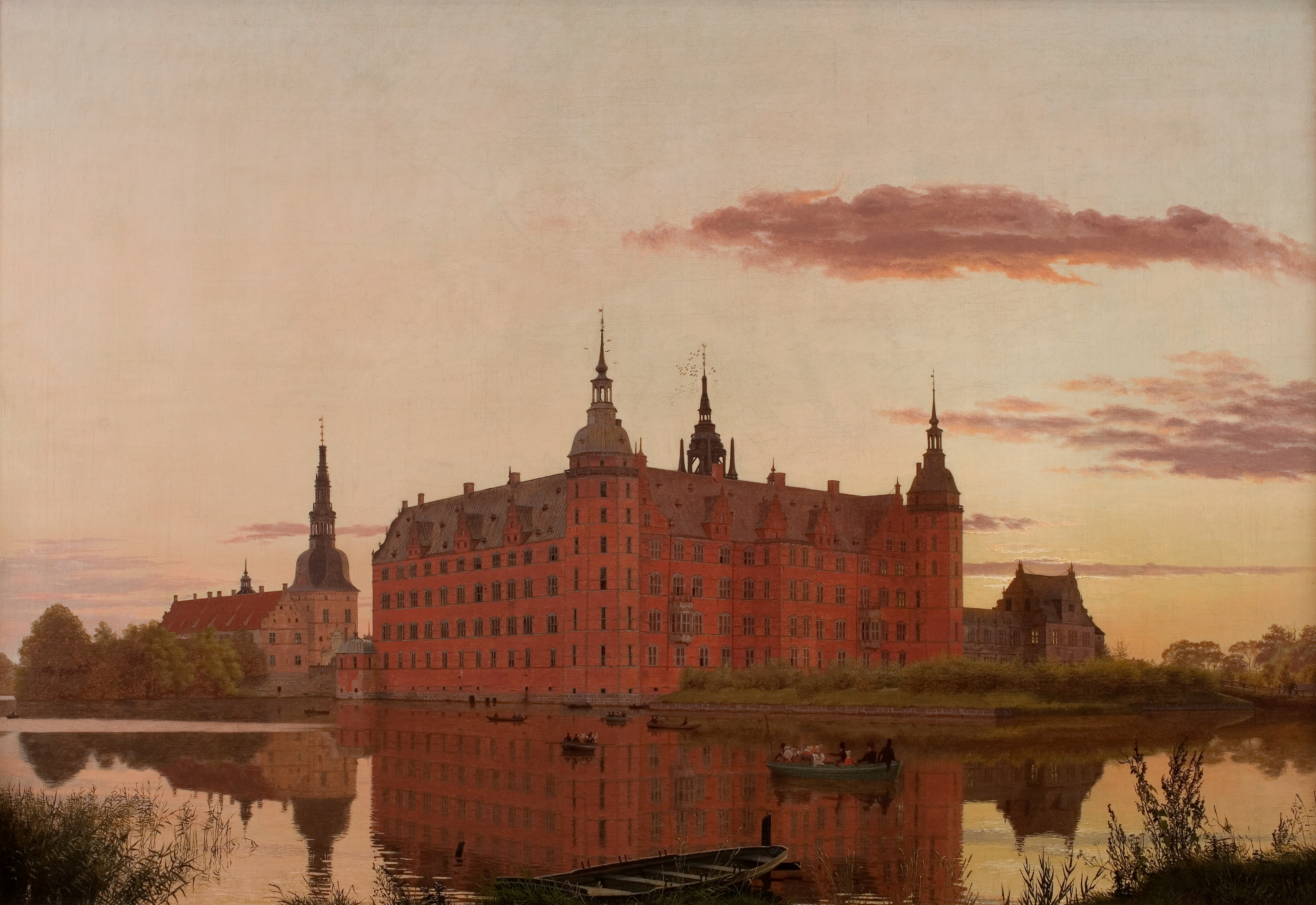
クリステン・コプケによるフレデリクスボー城（1835年）
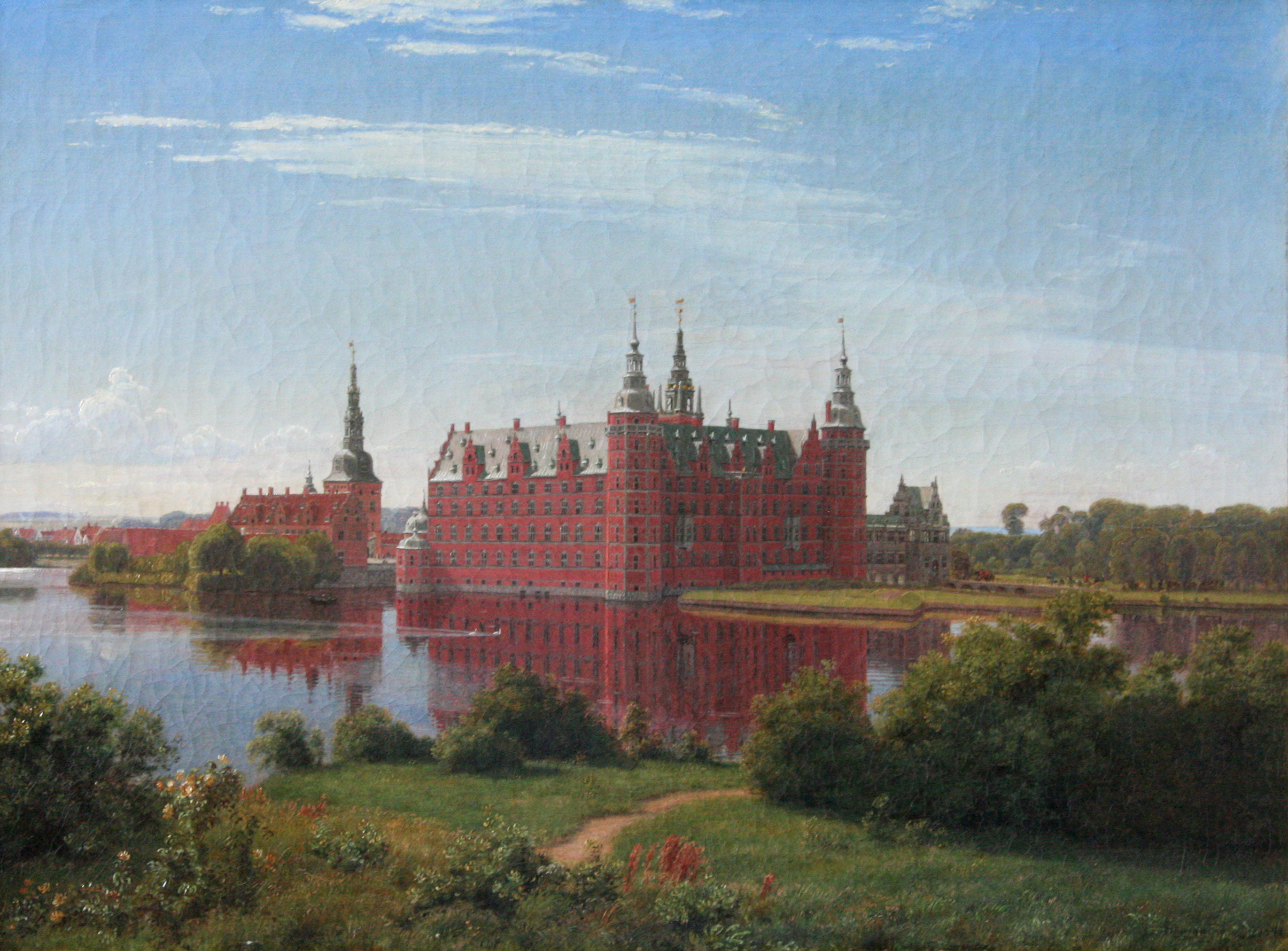
P.C.スコフガードによるフレデリクスボー城（1841年）